# Parastrophia erseusi
Parastrophia erseusi is een slakkensoort uit de familie van de Caecidae. De wetenschappelijke naam van de soort is voor het eerst geldig gepubliceerd in 1993 door Hughes.